# Калининская волость (Псковская область)

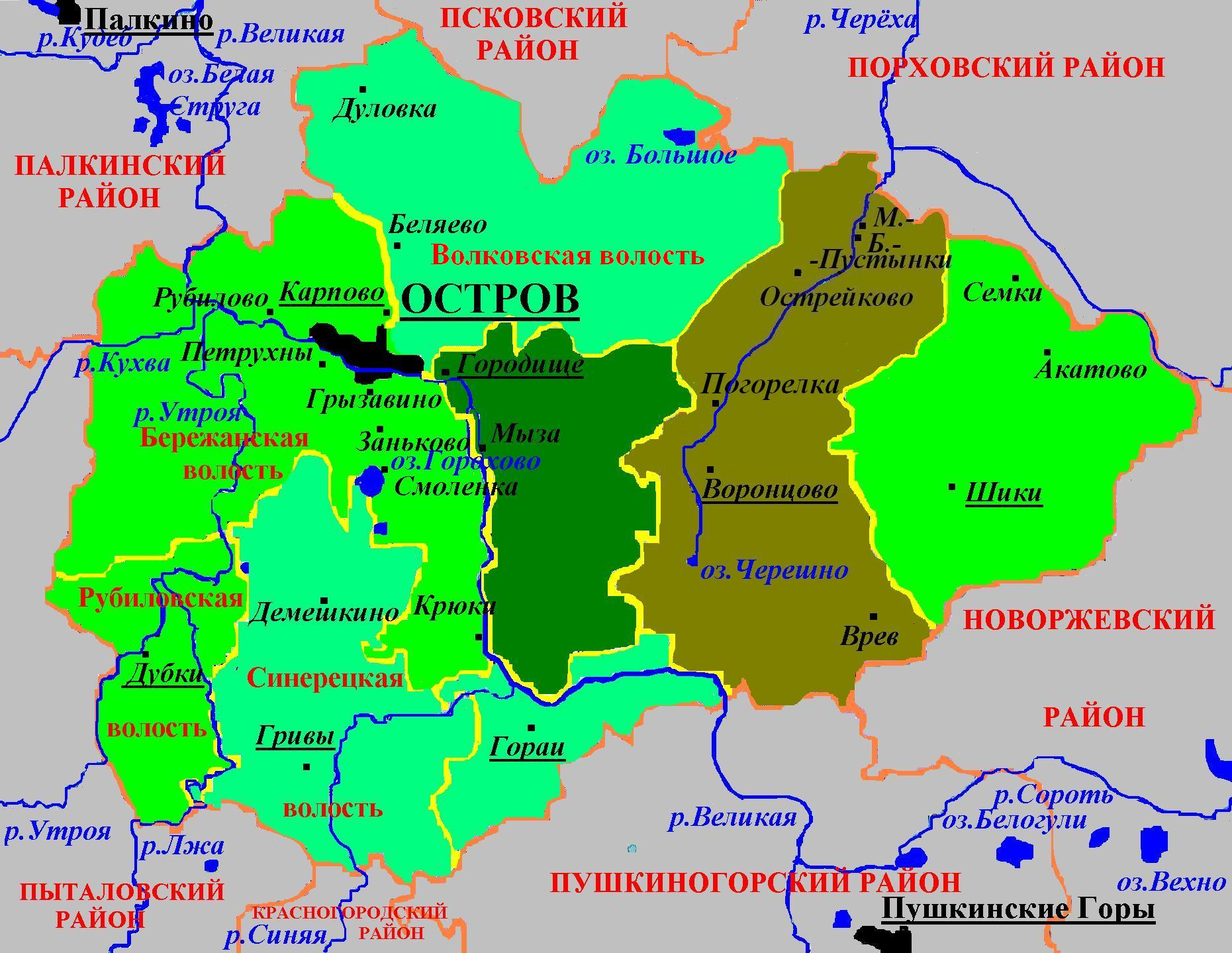
Административное деление Островского района в 2006—2010 годах

Калининская волость — бывшая административно-территориальная единица 3-го уровня (с 1995 до 2006) в Островском районе Псковской области России.
Административным центром была деревня Рубилово.

## География
Территория бывшей волости находилась на самом западе района.

## Населённые пункты
В состав Рубиловской волости входило 23 деревни: Баслаки, Гнидино, Горка, Ивахино, Икрово, Калинино, Кахново, Коломница, Коромыслово, Крешево, Крюково, Крюково, Ларино, Латышево, Мочалово, Репинка, Рубилово, Рудаки, Тишино, Тонковидово, Трушки, Шилово, Юдино.

## История
Территория этой ныне бывшей волости в 1927 году вошла в Островский район в виде ряда сельсоветов, в том числе Калининского сельсовета.
Указом Президиума Верховного Совета РСФСР от 16 июня 1954 года в Калининский сельсовет был включён Кахновский сельсовет.
Постановлением Псковского областного Собрания депутатов от 26 января 1995 года все сельсоветы в Псковской области были переименованы в волости, в том числе Калининский сельсовет был превращён в Калининскую волость с центром в деревне Рубилово.
Законом Псковской области от 28 февраля 2005 года Калининская волость была упразднена и включена  с 1 января 2006 года в новосозданное муниципальное образование Бережанская волость.